# Paul-Émile Sarradin
Paul-Émile Sarradin, né le 15 octobre 1825 à Nantes et mort le 1er novembre 1909 dans la même ville, est un industriel et un homme politique français, maire de Nantes de 1899 à 1908, issu d'une famille de parfumeurs installée à Nantes depuis 1781.

## Biographie
Paul-Émile est le fils d'Émile Sarradin (1800-1896), adjoint au maire de Nantes, et le petit-fils de Paul Sarradin, fondateur d'une entreprise nantaise de parfumerie et savonnerie, rue de la Fosse, et l'oncle du critique d'art et conservateur, Édouard Louis Sarradin.

### Formation
Il fait des études classiques dans une institution privée jusqu'à la 3e, puis entre à l'école primaire supérieure de Nantes, créée en 1833, et à laquelle son directeur Arsène Leloup donne une orientation fortement professionnelle, et non pas au collège royal.
Il fait un apprentissage chez un parfumeur parisien, puis revient à Nantes où, le 26 avril 1851, il épouse Clémentine Villemin, fille d'un horloger nantais de la place Royale.

### Chef d'entreprise
Paul-Émile Sarradin succède à son père Émile à la tête de l'entreprise, qu'il oriente vers la production du savon, notamment le savon pour bébé, puis vers la production de cosmétiques divers (dentifrice, mousse à raser, teinture de cheveux...) avec un produit particulièrement connu à l'époque : la Frizoléine. Un autre produit remarqué est le parfum Stella Violetta. Il ouvre aussi un magasin à Paris (rue d'Enghien).
Il est aussi directeur de la Caisse d'épargne de Nantes à partir de 1876.

### Homme politique
En 1881, il cède la direction de l'entreprise à son frère et se tourne ensuite vers l'activité politique et le journalisme. Il participe à la fondation d'un journal républicain modéré, Le Progrès de Loire-Inférieure, dont il sera administrateur jusqu'en 1896. Ce journal se veut concurrent du Phare de la Loire de George Schwob, plus radical. En 1896, il cède la direction à François Salières, fondateur du Populaire.
Dans la municipalité d'Hippolyte-Étienne Etiennez, il est premier adjoint à partir de 1896.

### Maire de Nantes

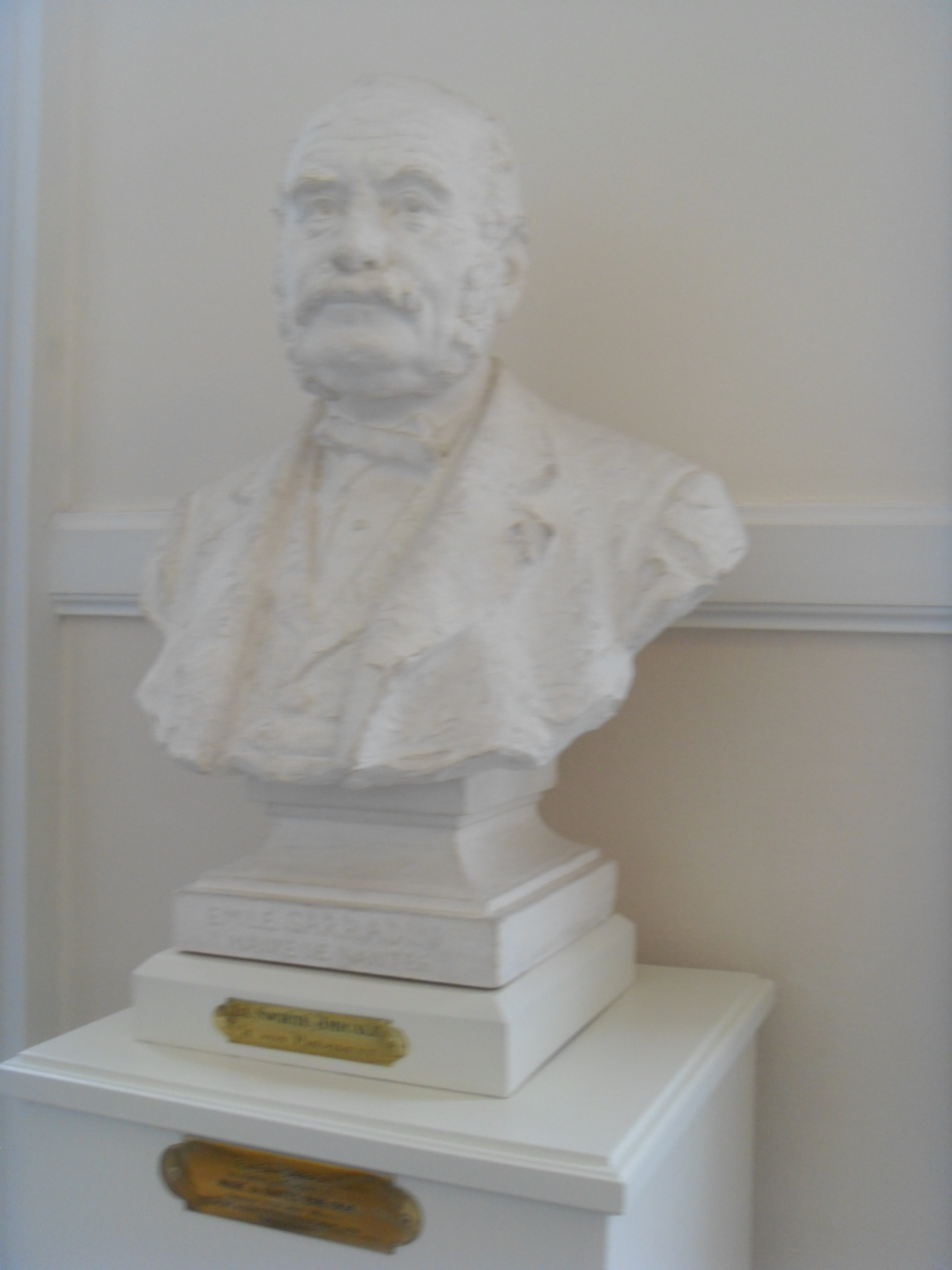
Buste de Sarradin.

À la suite de la démission pour raisons de santé du maire, Paul-Emile Sarradin est élu à sa place le 7 mai 1899, par 18 voix contre 16 blancs. Il est réélu le 20 mai 1900, après les élections municipales des 6 et 13 mai, par 24 voix contre 4 blancs et 7 abstentions, et de nouveau après les élections des 1er et 8 mai 1904 (18 voix contre 18 blancs).

#### Réalisations
Durant ses mandats, il poursuit l'extension du réseau d'égouts et du service des Eaux, avec, en particulier, la construction du réservoir de la Contrie sur le territoire de Chantenay, dont l'inauguration a lieu en 1904. En 1903, il a inauguré le pont Transbordeur.
Il installe la Bibliothèque municipale dans ses locaux de la rue Gambetta et crée le bâtiment des Archives municipales. Durant son mandat est créée l'École des beaux-arts.

#### L'Exposition 1904 etLe Village noir
L'année 1904 est marquée par la présence à Nantes pendant plusieurs mois, dans le cadre de l'Exposition de Nantes 1904, d'une exposition, Le Village noir, organisée par l'entrepreneur de spectacle Jean-Alfred Vigé, assisté par le Sénégalais (citoyen français de Gorée) Jean Thiam. Le village est installé sur l'esplanade du Champ-de-Mars et est animé par « 120 indigènes ». Le journal royaliste L'Espérance du peuple réagit en souhaitant que le maire place cette attraction plutôt là où il habite, cours Delorme (actuel boulevard Guist'hau).

#### L'annexion de Chantenay et de Doulon
Le principal aspect de son administration est la préparation de l'annexion des communes de Chantenay-sur-Loire et de Doulon. À partir de 1900, la municipalité Sarradin se trouve en conflit avec celle de Chantenay, dirigée par Paul Griveaud, radical allié avec les socialistes. La construction du réservoir de la Contrie donne lieu à des actes d'hostilité symbolique : installation, par l'ingénieur dirigeant le projet, d'un « poteau frontière » entre les deux communes, refus d'inviter le maire de Chantenay lors de l'inauguration… seuls les représentants de l'opposition chantenaysienne avaient été conviés à la cérémonie.
L'annexion devient effective après le vote de la loi du 3 avril 1908.
Les conseils municipaux des trois communes sont alors dissous et c'est le secrétaire général de la préfecture de Loire-Inférieure, Joseph Canal, qui fait fonction de maire pendant environ un mois et demi, en présidant la Délégation spéciale chargé de la gestion courante. Les élections de 1908 ayant donné la victoire aux radicaux, Gabriel Guist'hau devient maire.
Paul-Émile Sarradin est également le fondateur, en 1907, de l'Association des maires de France, dont il est le premier président.
Il est nommé chevalier de la Légion d'honneur le 30 juin 1901.

### Décès
Paul-Émile Sarradin meurt le 1er (ou le 2) novembre 1909, à l'âge de 84 ans. Il est inhumé le 4 du même mois dans le cimetière Miséricorde, dans le rang 2 du carré FF

## La famille Sarradin
Le premier Sarradin présent à Nantes est Paul, venu de Vendôme et fondateur, en 1781, du magasin de parfums et de savons de toilette au no 7 de la rue de la Fosse.
Son fils Émile, né en 1800 et mort en 1896, prend sa succession à la tête de l'entreprise ; membre du Comité républicain sous le Second Empire, il fait partie du conseil municipal à majorité républicaine élu en août 1870 ; par la suite, il est adjoint au maire de Waldeck-Rousseau, Lechat et Brissonneau (1871-72 et 1874-1881).
Les frères de Paul-Emile (fils du précédent) : 
- Eugène-Stanislas, né en 1828, dirige l'entreprise lorsque Paul-Emile se tourne vers d'autres occupations ;
- Amédée, né en 1838, élève du lycée, reçu à l'École normale supérieure, agrégé de Lettres, est ensuite professeur dans différentes villes, dont Nantes.

## Hommages
La place Émile-Sarradin, dans le quartier Monselet à Nantes, honore sa mémoire.